# Bengt Gate
Bengt Gate, född 30 december 1909 i Stockholm, död 30 augusti 1988 på Lidingö, var en svensk arkitekt och höjdhoppare.
Han var son till målaren och formgivaren Simon Gate (1883–1945). Bengt Gate är begravd på Lidingö kyrkogård.

## Arkitekten
Efter examen från Kungliga tekniska högskolan 1934 startade han 1936 egen verksamhet tillsammans med arkitekterna Stig Ancker och Sten Lindegren, Ancker-Gate-Lindegren Arkitektkontor AB (AGL), där initialerna stod för Ancker-Gate-Lindegren. Mellan 1982 och 1986 var han anställd hos Axel Ancker arkitektkontor AB.

### Verk i urval
- Sportutställningen i Stockholm 1949.
- Simhall i Norrtälje.
- Simhall i Finspång.
- Bostadsområdet Ella Gård i Täby, 1954.
- Bostadsområdet Larsberg på Lidingö.
- Bostadsområdet Torsvikshöjden i Torsvik på Lidingö, 1947.
- Bostadsområde Norra Kvarngärdet, Uppsala, 1963.
- Bostadsområdet Tybble, Örebro.
- Restaurangen Parapeten på utställningen H55, Helsingborg, 1955.
- Radhusområdet Hersby Gärde, Lidingö, 1954
- Toftvägens radhusområde , Lidingö, 1963
- Förbundshuset, Torsgatan 10, Stockholm.
- Hotell, affärs- och kontorshus, Nybrogatan 53, Stockholm, 1954–1957.
- Ämbetshus för Fortifikationsförvaltningen, Lidingövägen 24, 1970
- Läroverk i Lidingö (Institutionsbyggnad, 1954 och Matsalsbyggnad, 1958).
- Kontorshus för AB Vägförbättringar, Stockholm.
- Utställningshall och hytta vid Orrefors glasbruk.
- Silvieberg 3, bostadshus i Stockholm, tillsammans med Stig Ancker och Sten Lindegren, 1963.

### Bilder

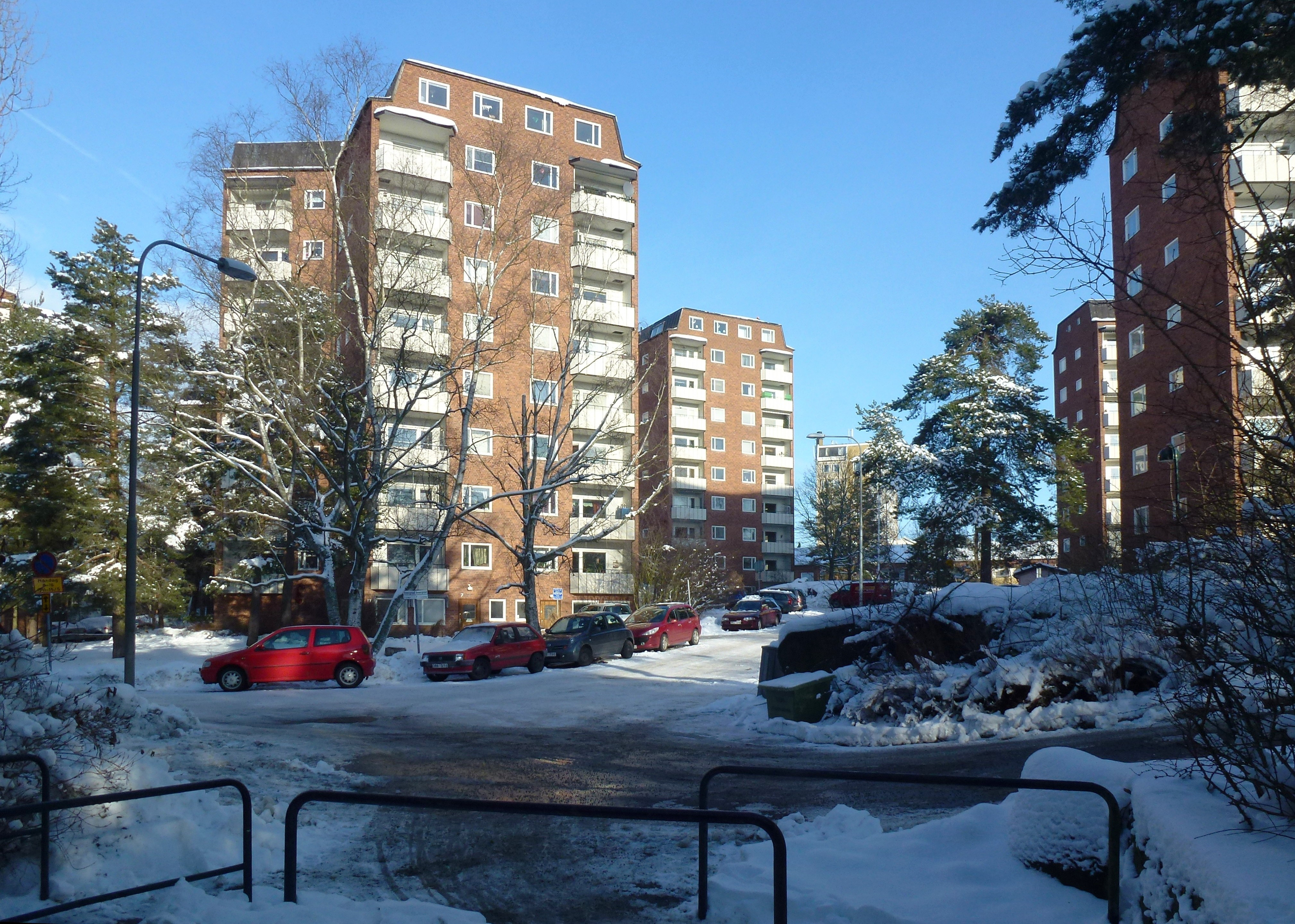
Kv Vasaloppet, punkthus 1949
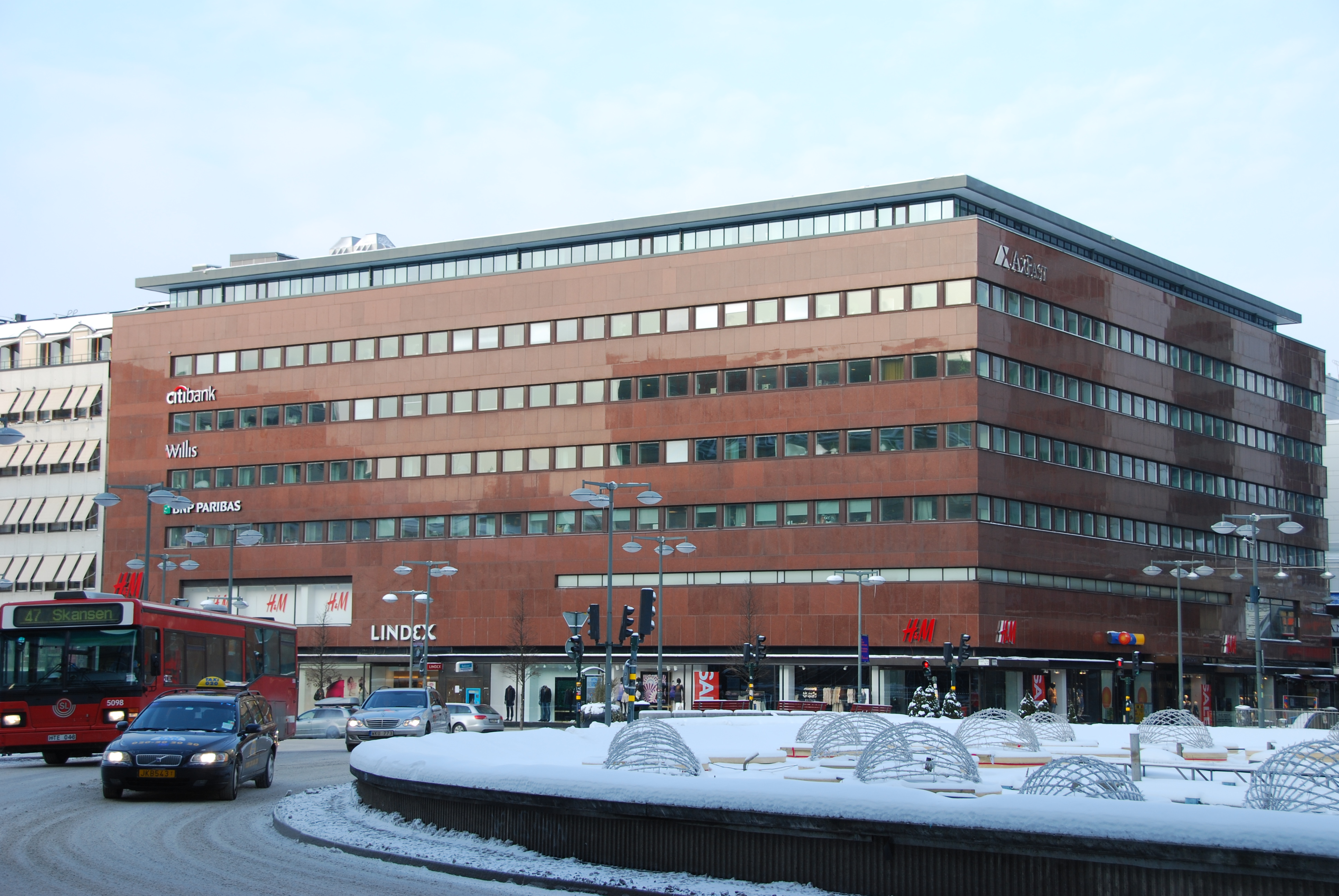
Sporren 16, 1960-62
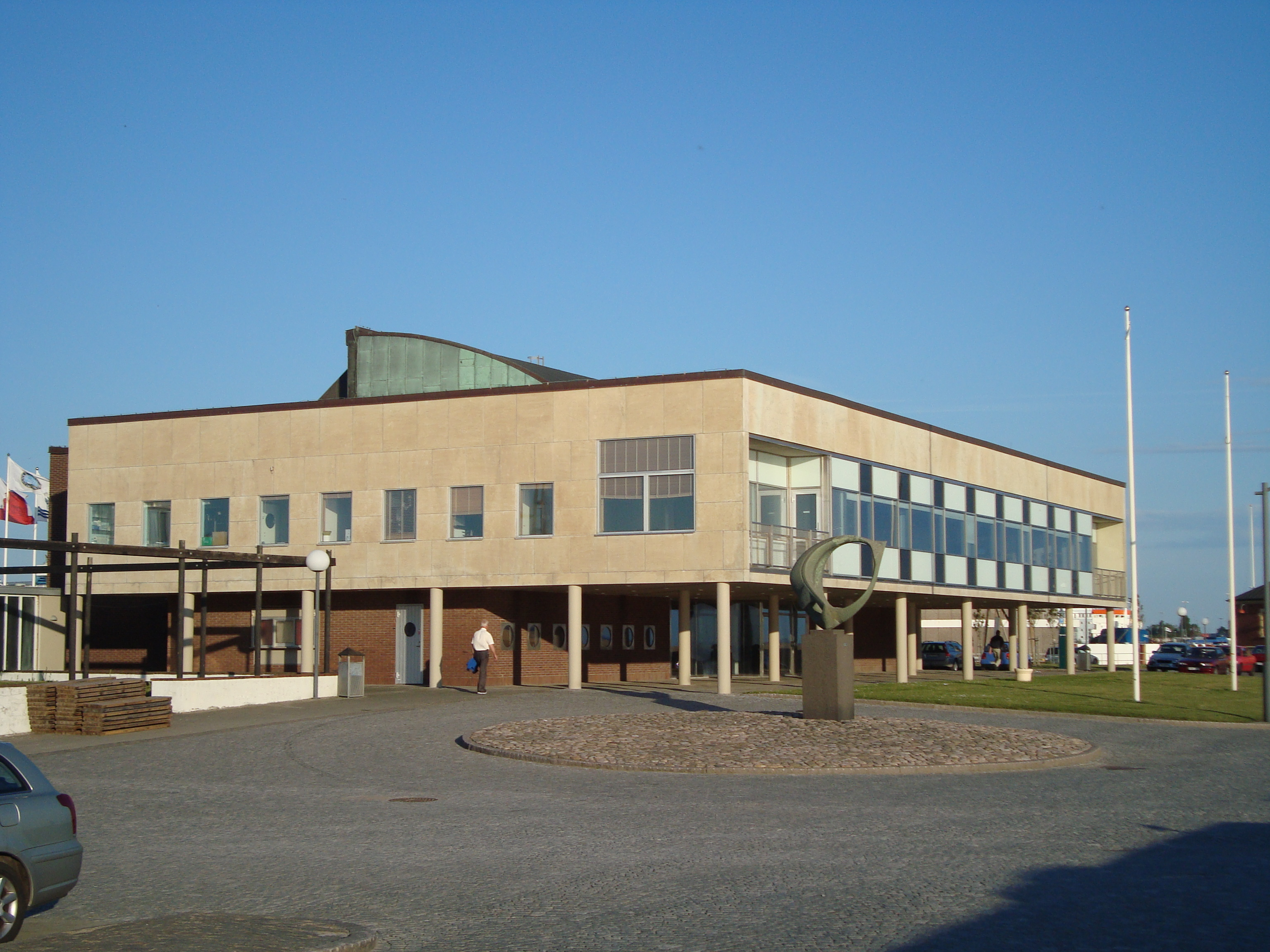
Restaurang Parapeten, 1955
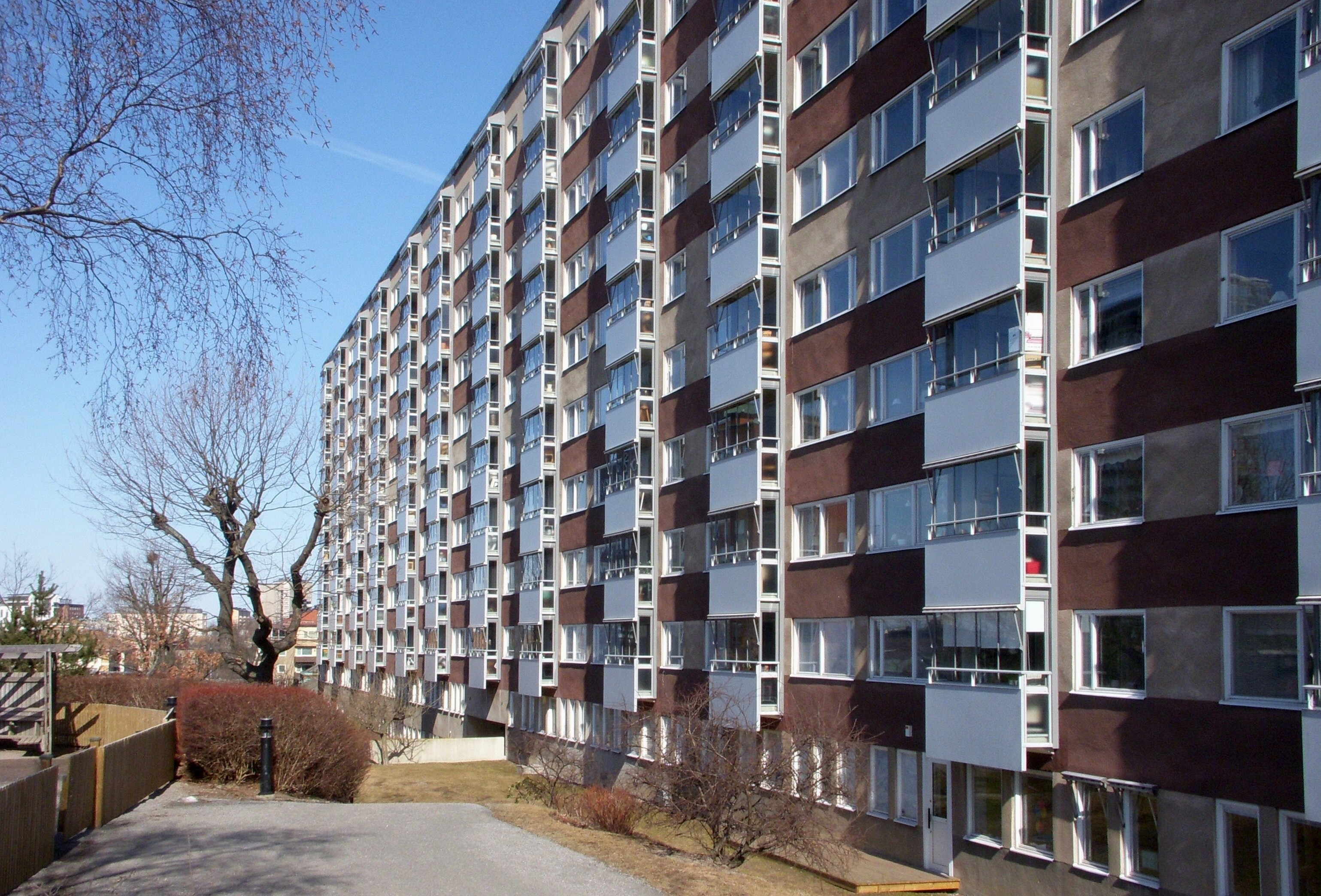
Silvieberg 3, 1963, fasad mot väst.

## Idrottsmannen
Bengt Gate tävlade för SoIK Hellas och tog guld i höjdhopp i de svenska mästerskapen 1931 och 1932.